# Samgi-myeon, Gokseong-gun
Samgi-myeon (koreanska: 삼기면) är en socken i kommunen Gokseong-gun i provinsen Södra Jeolla i den södra delen av Sydkorea, 260 km söder om huvudstaden Seoul.